# Amfiaraos
Amfiaraos – wieszczek i tłumacz snów w mitologii greckiej. Był synem Ojklesa i Hypermnestry oraz ojcem Eurydyki, Amfilochosa i Alkmeona. Według niektórych podań jego synami byli także Tiburtus, Koras i Katillus. Był ulubieńcem Zeusa i Apolla.
Był wojownikiem i wodzem znanym z uczciwości i męstwa oraz pobożności. Brał udział w polowaniu na dzika kalidońskiego. Był wówczas uzbrojony w łuk. W czasie sporów, które wybuchły na początku jego panowania w Argos zabił ojca Adrastosa, Talaosa i wypędził Adrastosa. Potem był władcą Argos wspólnie z Adrastosem, z którym pojednał się po długich sporach. Amfiaraos zrobił to szczerze, ale Adrastos wciąż czuł urazę. Później Adrastos oddał Amfiaraosowi rękę swojej siostry, Eryfili, której obaj przyznali prawo do rozstrzygania w przyszłości wszelkich zatargów między nimi. Ta ugoda sprowadziła na niego śmierć. Adrastos obiecał Polinikowi, że wprowadzi go znów na tron w Tebach. Poprosił szwagra o udział w wyprawie, jednakże Amfioraos dzięki swojemu darowi jasnowidzenia znał jej tragiczne zakończenie i próbował odwieść Adratosa od tego pomysłu. Polynejkes za radą Ifisa podarował Eryfili  naszyjnik Harmonii. Przekupiona tym podarunkiem Eryfile jako rozjemczyni w sporach stanęła po stronie Adratosa. Amfiaraos wbrew swojej woli musiał wyruszyć na wyprawę siedmiu przeciw Tebom. Przed wyruszeniem kazał synom obiecać, że pomszczą go, zabijając matkę i organizując drugą wyprawę przeciw Tebom, która miała być zwycięska.
Przy przejściu przez Nemeę członkowie wyprawy poprosili Hypsipyle, niewolnicę, która opiekowała się synem króla, Ofeltesem, by wskazała im źródło, aby mogli ugasić pragnienie. Hypsypile położyła na chwilę dziecko koło źródła, a wąż który go strzegł, oplótł je i zadusił. Amfiatraos przepowiedział, iż jest to zły znak: wyprawa zakończy się klęską a wodzowie polegną. Członkowie wyprawy wzięli udział w igrzyskach ku czci Ofeltesa nazwanych potem nemejskimi. Amfiatraos zdobył nagrodę w skoku i rzucie dyskiem. Dzięki swojej mądrości uzyskał przebaczenie rodziców Ofeltesa dla Hypsipyle. Amfiaraos odegrał także dużą rolę w walkach w Tebach. Gdy jeden z siedmiu, Tydeus, został zraniony w brzuch przez Melanipposa, Amfiaraos zabił Melanipposa, uciął mu głowę i zaniósł Tydeusowi. Ten rozłupał ją i zjadł mózg. W zamieszaniu Amfiaraos uciekł na brzeg Ismenosa i w chwili gdy już go doganiał Periklymenos, Zeus jednym ciosem piorunu rozwarł przed nim ziemię i pochłonął Amfiaraosa, jego konie, rydwan i woźnicę. Po śmierci czczony był m.in. w Argos i Oropos w Attyce, gdzie jako bóg miał się wyłonić spod ziemi.